# Bob King

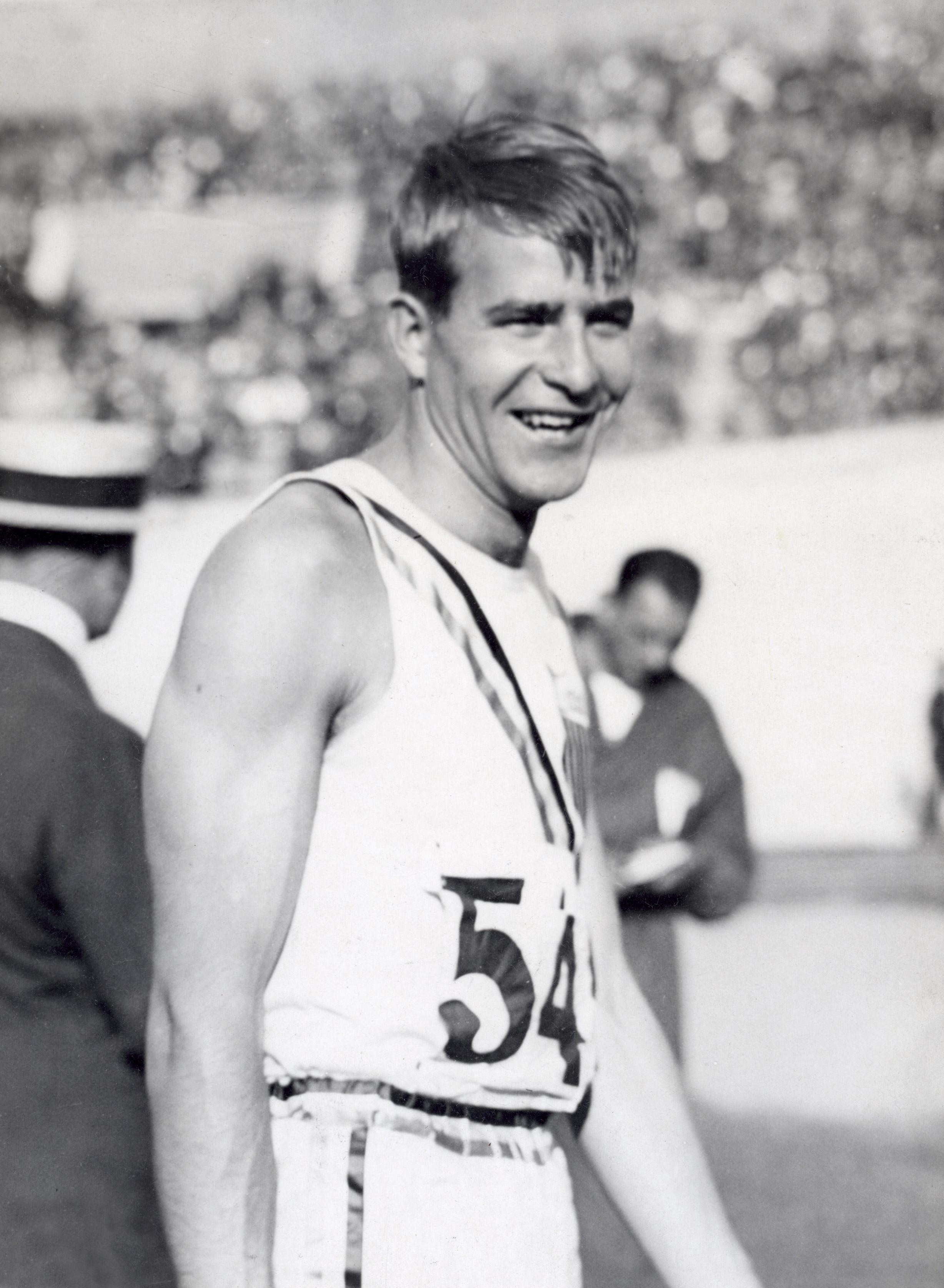
Bob King 1928

Bob King (eigentlich Robert Wade King; * 20. Juni 1906 in Los Angeles, Kalifornien; † 29. Juli 1965 in Walnut Creek, Kalifornien) war ein US-amerikanischer Hochspringer und Olympiasieger.
Bei den Olympischen Spielen 1928 in Amsterdam siegte er mit 1,94 Meter vor seinem Landsmann Benjamin Hedges und dem Franzosen Claude Ménard, die beide 1,91 Meter übersprangen. Auf dem fünften Rang platzierte sich ebenfalls mit 1,91 Meter Harold Osborn, der Weltrekordler und Titelverteidiger.
1927 und 1928 gewann er die Meisterschaft der Amateur Athletic Union 1927 und 1928. In diesen beiden Jahren führte er auch die Weltjahresbestenliste an.
Bob King war 1,90 cm groß und wog in seiner aktiven Zeit 79 kg.